# Йоланта
„Йоланта“ е последната, единадесета опера на Пьотър Чайковски, оп. 69. Операта е едноактна, лирическа, основана е върху драмата на датския писател Хенрик Херц, „Дъщерята на крал Рене“. Либретото е на брата на композитора, Модест Чайковски, обработил руската версия на пиесата. Операта е създадена през 1891 г. Първото представление е на 18 декември (6 декември по стар стил) 1892 г. в Мариинския театър, в Санкт Петербург. Премиерата е обща с балета Лешникотрошачката. Представлението има успех сред публиката, но не получава одобрение от критиката.

## Създаване
Чайковски се запознава с едноактната пиеса на датския писател Хенрик Херц, „Дъщерята на крал Рене“ през 1884 г., когато прочита руския превод на нейния текст. Композиторът харесва оригиналния и поетичния сюжет и замисля да напише музика към него, но работата по други произведения го отклонява от тази идея. На 10 май 1888 г. пиесата, в превод и обработка на известния руски писател и драматург Владимир Зотов, се поставя на сцената на Малий театър в Москва. Представлението е само едно, Чайковски присъства на него и много харесва изпълнението на актрисата в ролята на Йоланта. По това време в Москва се намира директорът на Императорските театри, Иван Всеволожски, и се предполага, че композиторът обсъжда с него своето намерение да напише опера „Йоланта“.
В края на 1890 г. Мариинският театър възлага на Чайковски написването на две произведения – едноактна опера и двуактен балет, които да се изнасят в едно представление. Предполага се, че предложението за обща постановка е на Всеволожски и то не е произволно. Според общоприетата по онова време концепция оперният спектакъл трябва от една страна да запълва вечерта, т.е. да има достатъчна продължителност, а от друга да доставя удоволствие на публиката, което се осигурява чрез внасяне на разнообразие в сценичното действие. Един акт обикновено трае около 40 минути, (толкова време може да се задържи концентрираното внимание на зрителя/слушателя), от което следва традицията, класическият оперен спектакъл да се състои от три акта. Второто изискване за развлекателност се удовлетворява чрез включване на балетни номера, подход, особено характерен за руските опери. В рамките на този подход се възприема като естествено, в театралната вечер, която не може да се запълни с едноактна опера, да се включи и балетна постановка.
Мариинският театър планира постановките за сезона 1891/92. Операта е „Йоланта“, макар че либрето още няма. Балетът е „Лешникотрошачката“, предложен е от Всеволожски. Самият композитор по-късно, следейки внимателно творчеството на младия Сергей Рахманинов, се впечатлява силно от неговата едноактна опера Алеко и иска нея за съвместното с „Йоланта“ представление, а не своя балет.
Либретото е възложено на Модест Чайковски и композиторът насърчава брат си да работи над него още от януари 1891 г. Композирането започва през юли, през септември музиката вече е написана, през декември е завършена оркестрацията. Постановките закъсняват за сезона 1891/92, премиерата на двете произведения е през декември на 1892 г.

## Премиерни представления
На 17 декември 1892 г. в Мариинския театър, в присъствие на Александър III се провежда генералната репетиция на „Йоланта“ и „Лешникотрошачката“. Царят е много доволен, привиква в ложата си композитора и изказва хвалебствия за представлението. Премиерата на „Йоланта“ и „Лешникотрошачката“ е на следващия ден, 18 декември. Диригентът на операта е Едуард Направник, на балета е Рикардо Дриго. И двете произведения имат голям успех пред публиката, но „Йоланта“ не се харесва на критиката. Чайковски приема негативните ѝ оценки спокойно.
Скоро след премиерата в Санкт Петербург операта в немскоезична версия се поставя в Германия, в градовете Хамбург и Шверин. Премиерата в Хамбургската опера е на 7 септември 1893 г.
На 11 ноември 1893 г. операта има премиера на сцената на Болшой театър. Постановката е дело на големите имена на театъра – Иполит Алтани (диригент), Антон Барцал (режисьор), Карл Валц (художник).
През 1933 г. операта се представя на руски език в САЩ.
В България „Йоланта“ се изпълнява за пръв път през 1952 г. в София, на сцената на Народната опера. Постановката е на режисьора Михаил Хаджимишев, диригентът е Асен Димитров.

## Действащи лица и първи изпълнители
| Партия                                      | Глас       | Премиера в Мариински театър 6 декември 1892 Диригент: Едуард Направник Изпълнители | Премиера в Болшой театър 11 ноември 1893 Диригент: Иполит Алтани Изпълнители |
| ------------------------------------------- | ---------- | ---------------------------------------------------------------------------------- | ---------------------------------------------------------------------------- |
| Рене, крал на Прованс                       | бас        | Константин Серебряков                                                              | Степан Трезвинский                                                           |
| Йоланта, дъщеря на крал Рене                | сопран     | Медея Фигнер                                                                       | Маргарита Ейхенвалд                                                          |
| Роберт, бургундски херцог                   | баритон    | Леонид Яковлев                                                                     | Богомир Корсов                                                               |
| Водемон, граф, бургундски рицар             | тенор      | Николай Фигнер                                                                     | Лев Клементиев                                                               |
| Бен-Хакия, мавритански лекар                | баритон    | Аркадий Чернов                                                                     | Степан Власов                                                                |
| Алмерик, оръженосец на крал Рене            | тенор      | Василий Карелин                                                                    | Моисей Толчанов                                                              |
| Бертран, портиер на кралския дворец         | бас        | Ялмар Фрей                                                                         | Василий Цетеков                                                              |
| Марта, жена на Бертран, кърмачка на Йоланта | алт        | Мария Каменская                                                                    | Лидия Звягина                                                                |
| Бригита, приятелка на Йоланта               | сопран     | Александра Рунге                                                                   | Елена Муравьова                                                              |
| Лаура, приятелка на Йоланта                 | мецосопран | Мария Долина                                                                       | Олга Данилченко                                                              |

## Сюжет
Събитията се разгръщат през XV век в планините на южна Франция.
Принцеса Йоланта е сляпа по рождение. Тя не знае, че е принцеса, не знае също, че е сляпа. Живее в красива затворена градина, в уединение от света. Баща ѝ, кралят Рене, не позволява пред нея да се споменава за светлина и багри. Под страх от смъртно наказание на външните хора е забранено да влизат в нейната градина. Но Йоланта усеща, че ѝ липсва нещо важно, което притежават другите хора. Тя е с Марта и приятелките си, но е тъжна и нищо не може да я развлече. Девойките донасят кошници с цветя, пеят приспивна песен, Йоланта заспива.
Чува се звукът на рог, на градинската врата се почуква. Бертран отваря и влиза новият оръженосец Алмерик. Той съобщава за скорошното пристигане на краля. Бертан предупреждава Алмерик, че в замъка живее сляпата дъщеря на краля, която не знае за своя недъг. Той обяснява, че тя е годеница на бургундския херцог Роберт и че кралят иска да скрие от него слепотата на Йоланта с надеждата, че тя ще се излекува.
Идват кралят Рене и мавританският лекар Бен-Хакия. Лекарят преглежда спящата Йоланта и казва, че зрението ѝ може да се върне, но най-важното условие за това е тя самата силно да го желае. Бен-Хакия обаче не гарантира успешното лечение и кралят, разгневен, отказва да разкрие на дъщеря си тъжната тайна.
Приятелите Роберт и Водемон са на път за кралския дворец, но по погрешка стигат до градината на Йоланта. Роберт, сгоден за Йоланта още като дете, сега е влюбен в графиня Матилда. Той идва при краля с молба да бъде освободен от годежа с Йоланта. Рицарите влизат в градината, игнорирайки забранителния надпис на вратата.
В градината Водемон вижда спящата Йоланта и от пръв поглед се влюбва в нея. Тя се събужда и приветства рицарите. Роберт напуска градината, Водемон остава с Йоланта, без да подозира за нейната слепота. Разбира за нея, след като няколко пъти моли Йоланта да му откъсне червена роза, а тя всеки път му подава бяла. Тогава Водемон разказва на Йоланта за света, пълен със светлина и багри. Йоланта също се влюбва в рицаря.
Влизат кралят Рене, Бен-Хакия, Бертран и Алмерик. Кралят разбира, че Йоланта вече знае за своя недъг. Той иска да се започне нейното лечение. За да предизвика у дъщеря си желание да се лекува той заплашва Водемон, нарушил забраната да се влиза в градината, че смъртната присъда ще бъде изпълнена, ако лечението на Йоланта се окаже неуспешно. Бен-Хакия обяснява на Йоланта, че успех може да има само, ако тя самата страстно го желае. За да спаси своя любим Йоланта е готова да изтърпи всичко. Тя напуска градината с Бен-Хакия.
Кралят обяснява на Водемон, че заплахата със смърт е била привидна и че той е свободен. Водемон, който още не знае, че говори с краля и че Йоланта е принцеса, иска от Рене ръката на Йоланта. Разбира за всичко това, когато идва Роберт и моли Рене да развали годежа му с Йоланта, защото обича Матилда. Кралят се съгласява и е готов да даде дъщеря си на Водемон, ако се върне нейното зрение. Водемон горещо обещава, че ще обича Йоланта винаги и за него няма значение, дали е зряща или сляпа.
Бертран носи вестта, че Йоланта вече вижда. Идват Бен-Хакия и Йоланта. Тя за първи път вижда баща си, приятелките, Водемон. Тя пее за вълшебния свят, който я заобикаля. Всички празнуват.
Главните герои на драмата имат свои прототипи. За краля Рене това е графът на Прованс, Рене I (Анжу), за принцеса Йоланта е дъщерята на графа, Йоланда Анжуйска, херцогиня на Лотарингия, но в реалността тя е зряща. Прототипът на бургундския рицар Водемон е Фери II де Водемон, съпруг на Йоланда Анжуйска.

## Музика
В своята последна опера Чайковски използва по-различен музикален език, непривичен за неговите съвременници. Той обаче не намира разбиране, а според Николай Римски-Корсаков музиката на операта е изцяло несполучлива. Композиторът използва музикални контрасти, за да противопостави тъмнината и светлината, тъгата и надеждата, възторженост и лиричност. Така например, интродукцията започва с изпълнение на групата на дървени духови инструменти, струнните мълчат, с което се създава чувство на тревога. Следващата сцена използва цигулките и арфата, които внушават спокойствието и радост. Финалът на операта звучи като химн на светлината.

### Инструментация
Оркестърът включва следните инструменти:
- Дървени духови: 3 флейти, 2 обоя, английски рог, 2 кларинета (А и В), 2 фагота
- Медни духови: 4 валдхорни (F), 2 тромпета (А и В), 3 тромбона, туба
- Струнни: цигулки I, цигулки II, виоли, виолончела, контрабаси, арфа
- Перкусии: тимпани

### Музикални номера
Операта е с продължителност около 90 мин. Номерацията, темпото и заглавията са според публикуваната партитура на Чайковски.
|        | Интродукция Andante quasi Adagio                  |                                              |
| No. 1  | Сцена Andante semplice                            | Мой птенчик, Иоланта, ты устала?             |
| No. 1  | Ариозо на Йоланта Larghetto, a tempo molto rubato | Отчего это прежде не знала ни тоски я        |
| No. 2  | Сцена Adagio con moto                             | Полно, не надо, родная, попусту душу томить! |
| No. 2  | Хор Allegro                                       | Вот, тебе, лютики, вот васильки              |
| No. 3  | Сцена Moderato mosso                              | Бринитта, это ты?                            |
| No. 3  | Хор Moderato assai                                | Спи, пусть ангелы крылами навевают сны       |
| No. 4  | Сцена Allegro semplice                            | Призывный рог!                               |
| No. 4  | Ариозо на Краля Andante                           | Господь мой, если грешен я                   |
| No. 5  | Сцена Allegro moderato                            | Твоё лицо бесстрастно                        |
| No. 5  | Монолог на Бен-Хакия Adagio con moto              | Два мира: плотский и духовный                |
| No. 6  | Сцена Allegro vivo                                | Не торопись                                  |
| No. 6  | Ария на Роберт Allegro vivo                       | Кто может сравниться с Матильдой моей        |
| No. 6a | Романс на Водемон Andante quasi Adagio            | Нет! Чары ласк красы мятежной                |
| No. 7  | Сцена Allegro non troppo                          | Однако где же мы?                            |
| No. 7  | Дует на Йоланта и Водемон Moderato mosso          | Чудный первенец творенья                     |
| No. 8  | Сцена Allegro vivo—Allegro agitato                | Иоланта! Иоланта! Иоланта!                   |
| No. 9  | Финал Allegro non troppo—Moderato assai           | Прости меня, я обманул тебя                  |